# Осада Ренна (1356—1357)
Осада Ренна — эпизод Столетней войны и войны за бретонское наследство в 1356—1357 годах. Это была уже третья осада города за время войны: в период с апреля по середину мая 1341 года, Ренн осаждал Жан де Монфор и сумел взять город. Город был отбит в следующем году войсками дома Блуа после нескольких дней осады. Между этими двумя осадами Ренн оставался в стороне от конфликтов, пока после битвы при Пуатье Генри Гросмонт, граф Дерби и герцог Ланкастер, пришел осаждать город в октябре 1356 года, надеясь таким образом ускорить конец войны за бретонское наследство.

## Осада
Гросмонт, несмотря на численное превосходство, решил не пытаться взять город силой, а установить блокаду и заставить горожан голодать. В то время крепостные стены города ещё не были продлены до пригородов, которые расширялись за пределами старых галло-римских стен. Со времен последней осады пригороды были в значительной степени разрушены.
После битвы при Пуатье, в которой король Жан II Добрый был взят в плен, Ги XII де Лаваль бросился к Ренну вместе с виконтом Руанским и другими лордами, чтобы защитить Ренн, осажденный Генри Гросмонтом. Инициатором этого стал Пьер де Лаваль, архиепископ Ренна.
Защиту Ренна осуществлял Гийом де Пеньё, по прозвищу Хромец, который жил в замке, при помощи Бертрана де Сен-Перна, главы города и крестного отца Бертрана Дю Геклена.
Осада шла медленно, без серьёзных столкновений, и стала известной в основном благодаря уловкам защитников города.

### «Чудо» церкви Святого Спасителя
В феврале 1357 года некоторые жители Ренна услышали звуки из-под земли, которые дали понять, что Гросмонт приказал рыть тоннель под крепостной стеной, надеясь преодолеть оборону города. Пеньё приказал жителям домов возле городских стен поставить в своих домах чашки с металлическими шариками, чтобы определить точное местоположение тоннеля за счет вибрации, вызванной подземными работами. После того, как расположение тоннеля было установлено, гарнизон выкопал встречный тоннель, и отряд солдат под командованием Сен-Перна обрушили балки на головы английским минерам.
Ален Бушар в «Великих хрониках Бретани» помещает начало встречного тоннеля внутри церкви Святого Спасителя прямо под распятием. Поздняя легенда утверждает, что статуя Богородицы с младенцем, расположенная в часовне, чудесным образом ожила и указала пальцем, где нужно копать.

### Стадо свиней
В ещё более знаменитом эпизоде этой осады фигурирует стадо свиней (от 2000 до 4000. по разным данным), которое Гросмонт, зная о голоде в городе, вывел перед городскими воротами Морделес для того, чтобы выманить жителей из города. Капитан Пеньё также ответил хитростью: он скрытно вышел из бокового входа ворот и стал загонять свиней внутрь, пока англичане находились в замешательстве.

### Дю Геклен входит в город
Чуть позже другую хитрость применил Бертран дю Геклен, который вошел в город с телегами, полными провианта, отвлекая внимание английского герцога этим трюком и заставляя его думать, что это был приход отряда немецких наемников. Его прибытие подкрепило осажденных, и последующие недели прошли в серии стычек и поединков, сам дю Геклен вышел победителем из поединка с англичанином Брамборком.

## Последствия
По словам историка начала XX века Мишеля де Мони, осада была снята в феврале или марте 1357 года войсками Тибо де Рошфора, но современные источники заявляют, что город был разграблен англичанами. В «Истории Бретани» Анри Пуассона и Жан-Пьера Ле Мата утверждается, что осада была снята после договора между Францией и Англией, но не указывается ни дата, ни сумма выкупа с горожан. Жан-Пьер Лего указывает: 5 июля 1357 года осада была снята за выкуп в 100 000 экю, из которых 20 000 были выплачены сразу деньгами. Он также указывает на то, что это был компромисс между Гросмонтом и жителями Ренна. История Ренна, опубликованная в 2006 году, в свою очередь, рассматривает это как прямую капитуляцию, а выкуп лишь избавил город от разграбления.